# Dallas Cowboys
De Dallas Cowboys (of de Cowboys) is een professioneel American footballteam uit Arlington, Texas. Ze komen uit in de oostdivisie van de National Football Conference (NFC), wat onderdeel is van de National Football League (NFL).
Het team begon met spelen in 1960, toen er plaats was voor een extra team in de NFL. Het team wordt ook wel 'America's Team' genoemd, omdat het een enorme fanbase heeft buiten Texas.
De Cowboys zijn een van de succesvolste teams in de NFL-geschiedenis. Ze hebben het record in handen van de meeste opeenvolgende winning seasons (meer zeges dan nederlagen in een seizoen), namelijk twintig (van 1966 tot 1985). Daarnaast delen ze het record op het gebied van de meeste deelnames aan de Super Bowl (acht keer, net als de Pittsburgh Steelers en de New England Patriots). De Cowboys wonnen de Super Bowl vijf keer, voor het laatst in het seizoen 1994/1995.

## Geschiedenis

### Oprichting

Het logo van de Dallas Cowboys

Oorspronkelijk was de NFL niet van plan om een team te plaatsen in Texas. Toen de American Football League (AFL) echter werd opgericht, met de intentie om twee teams in Texas te plaatsen (de Dallas Texans en de Houston Oilers). De NFL wilde Texas niet direct 'cadeau doen' aan de AFL en besloot alsnog om de competitie uit te breiden.
In eerste instantie waren de Washington Redskins een tegenstander van een nieuw team in Texas. De Redskins waren het enige team in het zuiden en wilden dat graag zo houden. Toevallig had George P. Marshall, de eigenaar van de Redskins, eertijds ruzie met Barnee Breeskin, die Hail to the Redskins (het strijdlied van de Redskins) had geschreven. Breeskin wilde Marshall dwars zitten en verkocht de rechten van het strijdlied aan de toekomstige eigenaars van de Cowboys. Toen de teameigenaren moesten stemmen over het toelaten van het nieuwe team, was Marshall als enige tegen. De toekomstige eigenaren van de Cowboys hadden echter de rechten van het strijdlied van de Redskins, en ze lieten weten dat ze Marshall niet toe zouden staan om het nummer te spelen tijdens wedstrijden. Marshall besloot toen zijn verzet tegen het nieuwe team op te geven, in ruil voor de rechten. Zo ontstond ook al vroeg de rivaliteit tussen de Cowboys en de Redskins.

### Jaren '60
De Cowboys maakten in 1960 hun debuut in de NFL. Ze werden geplaatst in de Western Conference, al was dit enkel in naam, want de Cowboys troffen alle andere ploegen (ongeacht conference) eenmaal. Het was een debuut om snel te vergeten; de Cowboys verloren alles, op één duel na; de op een na laatste wedstrijd (uit tegen de New York Giants) eindigde in een gelijkspel. Na de komst van de Minnesota Vikings in 1961 verhuisden de Cowboys naar de Eastern Conference. Hun schema was vanaf nu wel vergelijkbaar met dat van hun conference-genten en deze jaren gingen iets beter voor de Cowboys. Ze speelden nog niet om de prijzen, maar wisten wel elk seizoen vier à vijf wedstrijden te winnen.
De ommekeer kwam in 1965: de Cowboys wonnen de helft van hun wedstrijden en eindigden op een gedeelde tweede plaats (samen met de Giants) in de conference. Omdat beide wedstrijden tegen de Giants waren gewonnen, mochten de Cowboys meedoen aan de Playoff Bowl, een wedstrijd die van 1960 tot en met 1969 werd gespeeld tussen de nummers twee van elke conference. Deze eerste play-offwedstrijd verloren de Cowboys echter kansloos.
In 1966 wonnen de Cowboys voor het eerst hun conference en mochten ze voor de eerste keer strijden om de NFL-titel. Bij winst had het team aan mogen treden in de eerste Super Bowl, maar tegen de Green Bay Packers waren de Cowboys niet opgewassen. Een jaar later werden beide conferences in twee divisies gesplitst; de Cowboys kwamen in de Capitol Division en wonnen deze divisie eenvoudig. Ook in de strijd om de conference-titel tegen de Cleveland Browns (die de Century Division wonnen) trokken de Cowboys aan het langste eind, maar in de NFL-finale werd wederom verloren van de Packers. Deze wedstrijd kreeg de bijnaam Ice Bowl, omdat hij werd gespeeld in een temperatuur van ongeveer 25 graden onder nul.
In 1968 en 1969 wonnen de Cowboys ook hun divisie en speelden ze beide keren tegen de Browns, die ook drie keer op rij hun divisie wonnen. De tweede en derde keer bleek het team uit Cleveland echter het sterkste, waardoor de Cowboys veroordeeld waren tot de Playoff Bowl. In 1968 wonnen ze van de Minnesota Vikings, maar in 1969 verloren ze ruim van de Los Angeles Rams.

### Jaren '70: vijf Super Bowl-deelnames
In 1970 fuseerde de NFL met de AFL en hierdoor veranderde de divisiestructuur. De Cowboys kwamen in de NFC East, maar dit had geen invloed op hun goede resultaten: van 1970 tot en met 1979 wonnen de Cowboys zeven keer de divisie en haalden ze nog twee keer de play-offs d.m.v. een wild-card. In 1970 stonden de Cowboys, na zeges op de Detroit Lions en de San Francisco 49ers, voor het eerst in de Super Bowl. In die wedstrijd stonden ze halverwege met 13–6 voor tegen de Baltimore Colts, maar in de tweede helft trokken de Colts de zege alsnog naar zich toe (13–16). Een jaar later was het wel raak voor de Cowboys: na zeges op de Minnesota Vikings en de 49ers stond het team in Super Bowl VI tegenover de Miami Dolphins. Een eenvoudige zege (24–3) bracht de Cowboys hun eerste kampioenschap.
De twee daaropvolgende jaren verloren de Cowboys de strijd om de NFC-titel en in 1974 haalden ze de play-offs helemaal niet. Het was de enige keer tussen 1966 en 1983 dat de Cowboys zich niet kwalificeerden voor de play-offs, al hadden ze dat jaar wel nog een winning record (meer zeges dan nederlagen). Een jaar later bereikten ze (nadat ze de Vikings en de Rams versloegen) Super Bowl X. Het was de eerste keer dat een team dat een niet-divisiewinnaar de Super Bowl bereikte, maar daar eindigde het ook voor de Cowboys: de Pittsburgh Steelers wonnen met 21–17.
In 1977 hadden de Cowboys hun beste seizoen tot dan toe: ze verloren slechts twee wedstrijden en hadden, samen met de Denver Broncos, het beste winstpercentage van de competitie. Na een ruime zege op de Chicago Bears speelden de Cowboys tegen de Minnesota Vikings om de NFC-titel. Het was de vierde keer in zeven jaar dat beide teams het tegen elkaar opnamen in een play-offduel en voor de derde keer wonnen de Cowboys. In Super Bowl XII waren de Broncos de tegenstander, maar ondanks dat beide teams evenveel wedstrijden hadden gewonnen in het reguliere seizoen, waren de Cowboys de favoriet bij de bookmakers. Dit bleek terecht: na het eerste kwart stond het team al tien punten voor en het gat werd nimmer kleiner. Dankzij een 27–10 overwinning wonnen de Cowboys voor de tweede maal de Super Bowl. Een opvallend feit is dat dit het enige seizoen in de periode 1973–1980 was dat de Cowboys de play-offs haalden, maar daarin niet tegen de Los Angeles Rams speelden.
Ook in 1978 bereikten de Cowboys de Super Bowl. Na overwinningen op de Atlanta Falcons en de Rams waren de Steelers, net als in 1975, de tegenstander in deze wedstrijd. Het was de eerste keer dat een Super Bowl werd gespeeld tussen twee ploegen die in het verleden al tegen elkaar speelden om de Super Bowl. Het was eveneens de eerste keer dat een team voor de derde keer een Super Bowl in hetzelfde stadion zou spelen, want net als in 1970 en 1975 speelden de Cowboys de eindstrijd in de Orange Bowl. Het verleden sprak in het nadeel van de Cowboys, want de vorige twee keren hadden ze verloren in Miami. Ook deze keer trokken ze aan het kortste eind: de Steelers wonnen met 35–31. Wel zorgden de Cowboys voor een mijlpaal, door het eerste team te worden dat zich vijf keer had geplaatst voor de Super Bowl.

### Jaren '80
De jaren '80 begonnen goed voor de Cowboys, want in zowel 1980, 1981 als 1982 bereikten ze het NFC Championship. Ze verloren echter alle drie de wedstrijden, de laatste keer van rivaal Washington Redskins. Die nederlaag luidde het begin in van een mindere periode van de Cowboys, want het zou tot 1991 duren eer ze weer een play-offwedstrijd zouden winnen.
In 1986 verloren de Cowboys hun laatste vijf wedstrijden van het seizoen en eindigden ze met een losing record (meer nederlagen dan zeges). Het was voor het eerst sinds 1964 dat ze vaker verloren dan wonnen en voor het eerst sinds 1965 dat ze geen winning record hadden. Hiermee kwam een reeks van twintig winning seasons tot een einde, tot op 2014 nog altijd een record in de NFL. De daaropvolgende seizoenen ging het niet veel beter, met 1989 als dieptepunt: de Cowboys verloren vijftien duels en wonnen er maar eentje.

### Jaren '90: drie Super Bowl-zeges
De Cowboys begonnen de jaren '90 met hun vijfde achtereenvolgende losing record. De daaropvolgende jaren bleken echter meer succesvol voor het team: in 1991 verloren ze slechts vijf wedstrijden in het reguliere seizoen (het minste sinds 1983) en wonnen ze voor het eerst in negen jaar een play-offwedstrijd. Een jaar later wonnen ze de divisie-titel en na overwinningen tegen de Philadelphia Eagles en de San Francisco 49ers kwalificeerden de Cowboys zich voor Super Bowl XXVII. De tegenstanders daarin waren de Buffalo Bills, een team dat de twee voorgaande Super Bowls had verloren. Driemaal was echter geen scheepsrecht voor de Bills; halverwege gingen de Cowboys al met 28–10 aan de leiding en uiteindelijk wonnen ze met 52–17.
Ook in 1993 bereikten de Cowboys de Super Bowl, na winst op de Green Bay Packers en de 49ers. Tegenstander in de eindstrijd waren wederom de Bills en ook dit keer trokken de Cowboys aan het langste eind. Het was de zesde keer dat een team hun titel wist te verdedigen en de laatste keer tot op 2014 dat een team van de NFC twee Super Bowls op rij won. Opmerkelijk is dat de Cowboys in het reguliere seizoen hun eerste twee wedstrijden hadden verloren; het was nog nooit voorgekomen dat een team hun eerste twee wedstrijden verloor, maar alsnog de Super Bowl won.
In 1994 zochten de Cowboys hun derde titel op rij. De divisie-titel werd eenvoudig gewonnen en na een zege op de Packers speelden de Cowboys hun derde NFC Championship op rij. Wederom speelden ze deze wedstrijd tegen de San Francisco 49ers, maar dit keer trokken ze aan het kortste eind. Een jaar later wonnen de Cowboys hun vijfde divisie-titel op rij. Na een zege op de Eagles stonden ze voor de vierde keer achtereen in het NFC Championship, ditmaal tegen de Green Bay Packers. In een afwisselend duel (de Packers namen driemaal de leiding en gaven die even zo vaak weer weg) maakten de Cowboys in het vierde kwart het verschil, om zich zo voor de achtste maal te verzekeren van deelname aan de Super Bowl; een record dat pas in 2010 werd geëvenaard. Die achtste deelname was de derde waarin de Pittsburgh Steelers de tegenstanders waren. De vorige twee keer verloren de Cowboys, maar dat was ditmaal niet het geval; al na drie minuten namen ze de leiding en die gaven ze niet meer uit handen (het werd uiteindelijk 27–17). Met vijf overwinningen kwamen ze op gelijke hoogte met uittredend kampioen San Francisco 49ers.
In 1996 wonnen de Cowboys hun zesde divisie-titel achtereen. In de play-offs werden de Minnesota Vikings opzij gezet, vooraleer ze van de Carolina Panthers verloren. Het zou tot 2009 duren, voordat de Cowboys weer een wedstrijd zouden winnen in de play-offs.

### 2000-heden
De Cowboys wisten sinds 2000 niet meer het succes van de jaren '70 of de jaren '90 te herhalen. Ook in de divisie waren de Cowboys niet meer het sterkste team: waar de New York Giants de Super Bowl twee maal wisten te winnen, haalden de Cowboys de strijd om het NFC-kampioenschap sinds 1995 niet meer.
In 2007 wonnen de Cowboys voor het eerst in negen jaar weer hun divisie. In de play-offs werden ze echter opzij gezet door divisiegenoot New York Giants, die dat jaar ook de Super Bowl zouden winnen. Twee jaar later wonnen ze voor het eerst in dertien jaar weer een play-offwedstrijd, de langste periode in de clubgeschiedenis zonder zege in de play-offs.
In 2011, 2012 en 2013 wonnen de Cowboys telkens acht wedstrijden en verloren er ook acht. Het was nog maar de vierde keer dat een team drie seizoenen op rij evenveel won als verloor. In 2014 verbeterden ze echter en wonnen ze hun divisie. In de play-offs kwamen ze in het eerste kwart al met 0–10 achter tegen de Detroit Lions. De Lions hoopten om voor het eerst sinds 1991 een play-offwedstrijd te winnen, maar de Cowboys knabbelden in de twee volgende kwarten wat van de achterstand af, om in het laatste kwart toe te slaan: 24–20. Opmerkelijk was dat de arbiters in deze wedstrijd een (correcte) beslissing introkken. De volgende ronde moesten de Cowboys op bezoek bij de Green Bay Packers. Het was voor het eerst sinds 1967 dat ze een play-offwedstrijd tegen elkaar speelden in Green Bay en net als toen (de Ice Bowl) wonnen de Packers (26–21).

## Stadion

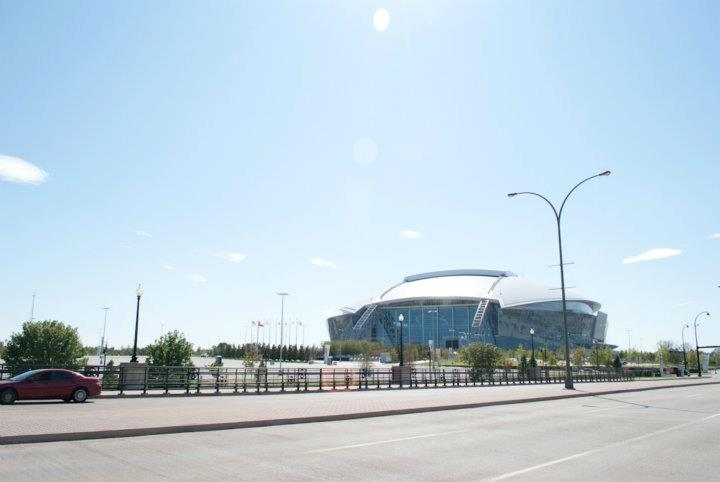
Het Cowboys Stadium, de huidige thuishaven van het team.

De Cowboys speelden tot en met 1970 in de Cotton Bowl in Dallas. Het seizoen daarop speelden ze ook nog twee duels in dit stadion. Dat waren tevens hun laatste wedstrijden in Dallas, want de rest van het seizoen speelden ze in het Texas Stadium in de voorstad Irving. Daar bleven ze bijna vier decennia en dit was het stadion waarin ze hun grootste successen behaalden: alle vijf Super Bowls werden gewonnen toen het team in Irving speelde. In 2009 betrokken de Cowboys het Cowboys Stadium (sinds 2013 AT&T Stadium wegens sponsorrechten) te Arlington, een andere voorstad van Dallas.

## Naam
Het team zou oorspronkelijk de naam Dallas Steers dragen, maar de naam werd door Texas Schramm, de algemeen directeur, veranderd in Rangers. Schramm dacht dat het team bespot zou kunnen worden als ze een gecastreerd dier als mascotte (een steer is in de Verenigde Staten een gecastreerd rund, zoals een os) zouden hebben. Onder de naam Rangers deed het team ook mee in hun eerste draft, maar voor het begin van het seizoen werd de naam opnieuw veranderd; er was een honkbalteam uit de minor league, dat ook Dallas Rangers heette en om verwarring te voorkomen wijzigde Schramm de naam in Cowboys.

## Uniformen

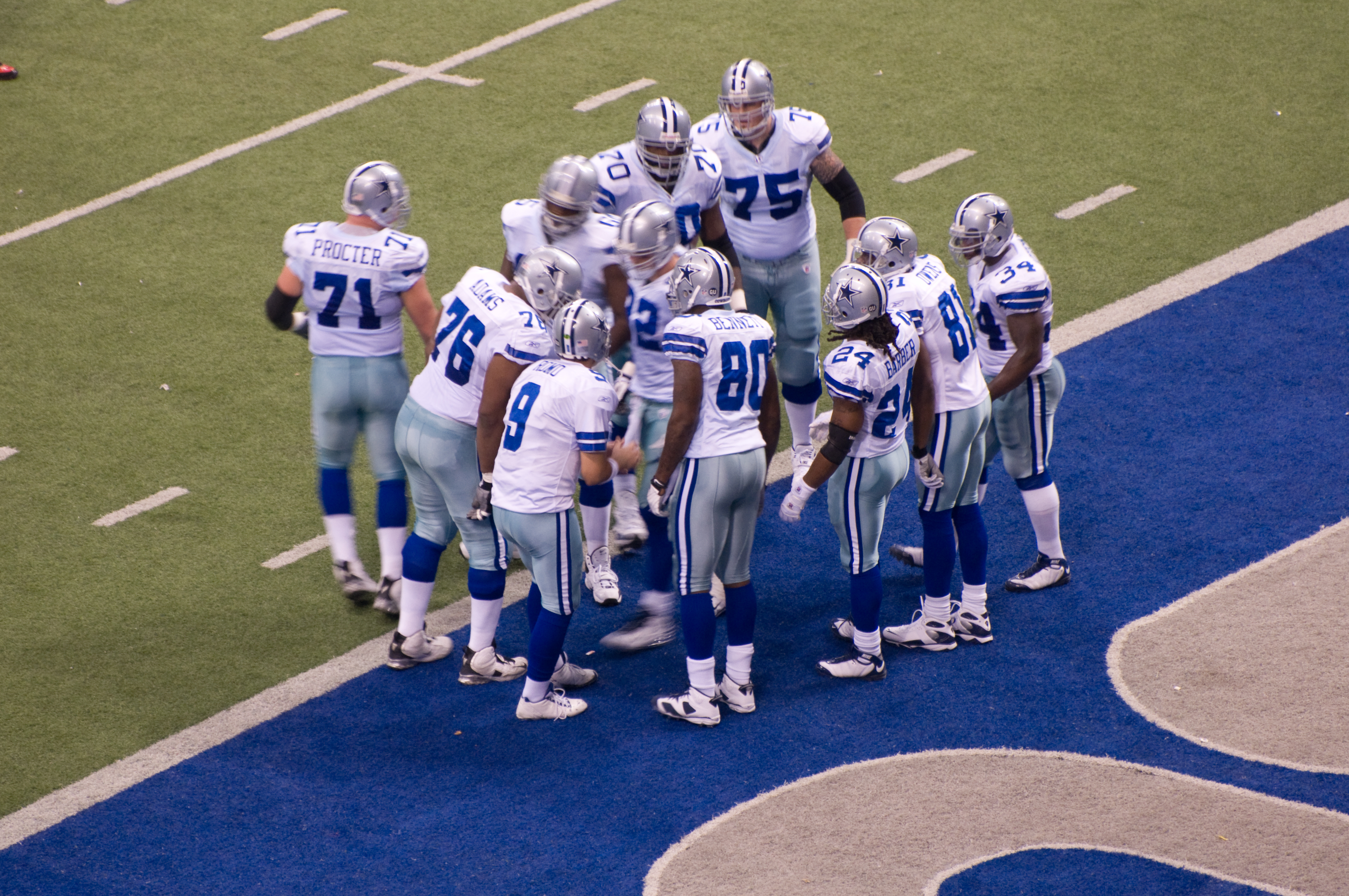
De Cowboys in hun witte uniformen tegen de New York Giants (2008).

De meerderheid van de NFL-teams spelen in eigen huis in een "gekleurd" (niet-wit) uniform en in uitduels in een wit uniform. De Cowboys dragen thuis echter meestal wit, omdat algemeen directeur Schramm niet wilde dat de fans elk thuisduel tegen dezelfde kleuren aan zouden kijken. Op Thanksgiving dragen de Cowboys echter vaak wel hun gekleurde (blauwe) uniform.

## Resultaten
| Seizoen        | Competitie | Conf    | Div     | Regulier seizoen | Regulier seizoen | Regulier seizoen | Regulier seizoen | Regulier seizoen | Play-offs           | Play-offs              | Play-offs        | Play-offs         |
| Seizoen        | Competitie | Conf    | Div     | Plek             | W                | G                | V                | Pct              | Wild Card           | Divisional Playoff     | Championship     | Super Bowl        |
| -------------- | ---------- | ------- | ------- | ---------------- | ---------------- | ---------------- | ---------------- | ---------------- | ------------------- | ---------------------- | ---------------- | ----------------- |
| 1960           | NFL        | Western | Western | 7e               | 0                | 1                | 11               | 0,042            |                     |                        |                  |                   |
| 1961           | NFL        | Eastern | Eastern | 6e               | 4                | 1                | 9                | 0,321            |                     |                        |                  |                   |
| 1962           | NFL        | Eastern | Eastern | 5e               | 5                | 1                | 8                | 0,392            |                     |                        |                  |                   |
| 1963           | NFL        | Eastern | Eastern | 5e               | 4                | 0                | 10               | 0,286            |                     |                        |                  |                   |
| 1964           | NFL        | Eastern | Eastern | 5e               | 5                | 1                | 8                | 0,392            |                     |                        |                  |                   |
| 1965           | NFL        | Eastern | Eastern | =2e              | 7                | 0                | 7                | 0,500            |                     | 3–35 v. Colts (POB)    |                  |                   |
| 1966           | NFL        | Eastern | Eastern | 1e               | 10               | 1                | 3                | 0,750            | [ 16 ]              | 27–34 v. Packers       |                  |                   |
| 1967           | NFL        | Eastern | Capitol | 1e               | 9                | 0                | 5                | 0,643            | 52–14 v. Browns     | 21–17 @ Packers        |                  |                   |
| 1968           | NFL        | Eastern | Capitol | 1e               | 12               | 0                | 2                | 0,857            | 31–20 @ Browns      | 13–17 v. Vikings (POB) |                  |                   |
| 1969           | NFL        | Eastern | Capitol | 1e               | 11               | 1                | 2                | 0,821            | 14–38 v. Browns     | 0–31 v. Rams (POB)     |                  |                   |
| AFL-NFL merger |            |         |         |                  |                  |                  |                  |                  |                     |                        |                  |                   |
| 1970           | NFL        | NFC     | East    | 1e               | 10               | 0                | 4                | 0,714            |                     | 5–0 v. Lions           | 10–17 @ 49ers    | 13–16 v. Colts    |
| 1971           | NFL        | NFC     | East    | 1e               | 11               | 0                | 3                | 0,786            | 12–20 v. Vikings    | 14–3 v. 49ers          | 3–24 @ Dolphins  |                   |
| 1972           | NFL        | NFC     | East    | 2e               | 10               | 0                | 4                | 0,714            | 28–30 @ 49ers       | 26–3 @ Redskins        |                  |                   |
| 1973           | NFL        | NFC     | East    | 1e               | 10               | 0                | 4                | 0,714            | 27–16 v. Rams       | 10–27 v. Vikings       |                  |                   |
| 1974           | NFL        | NFC     | East    | 3e               | 8                | 0                | 6                | 0,571            |                     |                        |                  |                   |
| 1975           | NFL        | NFC     | East    | 2e               | 10               | 0                | 4                | 0,714            | 14–17 @ Vikings     | 7–37 @ Rams            | 21–7 @ Steelers  |                   |
| 1976           | NFL        | NFC     | East    | 1e               | 11               | 0                | 3                | 0,786            | 12–14 v. Rams       |                        |                  |                   |
| 1977           | NFL        | NFC     | East    | 1e               | 12               | 0                | 2                | 0,857            | 37–7 v. Bears       | 23–6 v. Vikings        | 10–27 @ Broncos  |                   |
| 1978           | NFL        | NFC     | East    | 1e               | 12               | 0                | 4                | 0,750            | Vrijstelling        | 27–20 v. Falcons       | 0–28 @ Rams      | 31–35 v. Steelers |
| 1979           | NFL        | NFC     | East    | 1e               | 11               | 0                | 5                | 0,688            | Vrijstelling        | 19–21 v. Rams          |                  |                   |
| 1980           | NFL        | NFC     | East    | 2e               | 12               | 0                | 4                | 0,750            | 34–13 v. Rams       | 27–30 @ Falcons        | 20–7 @ Eagles    |                   |
| 1981           | NFL        | NFC     | East    | 1e               | 12               | 0                | 4                | 0,750            | Vrijstelling        | 38–0 v. Buccaneers     | 28–27 @ 49ers    |                   |
| 1982           | NFL        | NFC     | NFC     | 2e               | 6                | 0                | 3                | 0,667            | 30–17 v. Buccaneers | 37–26 v. Packers       | 31–17 @ Redskins |                   |
| 1983           | NFL        | NFC     | East    | 2e               | 12               | 0                | 4                | 0,750            | 17–24 v. Rams       |                        |                  |                   |
| 1984           | NFL        | NFC     | East    | 4e               | 9                | 0                | 7                | 0,563            |                     |                        |                  |                   |
| 1985           | NFL        | NFC     | East    | 1e               | 10               | 0                | 6                | 0,625            | Vrijstelling        | 20–0 @ Rams            |                  |                   |
| 1986           | NFL        | NFC     | East    | 3e               | 7                | 0                | 9                | 0,438            |                     |                        |                  |                   |
| 1987           | NFL        | NFC     | East    | 2e               | 7                | 0                | 8                | 0,467            |                     |                        |                  |                   |
| 1988           | NFL        | NFC     | East    | 5e               | 3                | 0                | 13               | 0,188            |                     |                        |                  |                   |
| 1989           | NFL        | NFC     | East    | 5e               | 1                | 0                | 15               | 0,063            |                     |                        |                  |                   |
| 1990           | NFL        | NFC     | East    | 4e               | 7                | 0                | 9                | 0,438            |                     |                        |                  |                   |
| 1991           | NFL        | NFC     | East    | 2e               | 11               | 0                | 5                | 0,688            | 13–17 @ Bears       | 38–6 @ Lions           |                  |                   |
| 1992           | NFL        | NFC     | East    | 1e               | 13               | 0                | 3                | 0,813            | Vrijstelling        | 34–10 v. Eagles        | 20–30 @ 49ers    | 52–17 v. Bills    |
| 1993           | NFL        | NFC     | East    | 1e               | 12               | 0                | 4                | 0,750            | Vrijstelling        | 27–17 v. Packers       | 38–21 v. 49ers   | 13–30 @ Bills     |
| 1994           | NFL        | NFC     | East    | 1e               | 12               | 0                | 4                | 0,750            | Vrijstelling        | 35–9 v. Packers        | 38–28 @ 49ers    |                   |
| 1995           | NFL        | NFC     | East    | 1e               | 12               | 0                | 4                | 0,750            | Vrijstelling        | 30–11 v. Eagles        | 38–27 v. Packers | 17–27 @ Steelers  |
| 1996           | NFL        | NFC     | East    | 1e               | 10               | 0                | 6                | 0,625            | 40–15 v. Vikings    | 26–17 @ Panthers       |                  |                   |
| 1997           | NFL        | NFC     | Oost    | 4e               | 6                | 0                | 10               | 0,375            |                     |                        |                  |                   |
| 1998           | NFL        | NFC     | East    | 1e               | 10               | 0                | 6                | 0,625            | 7–20 v. Cardinals   |                        |                  |                   |
| 1999           | NFL        | NFC     | East    | 2e               | 8                | 0                | 8                | 0,500            | 27–10 @ Vikings     |                        |                  |                   |
| 2000           | NFL        | NFC     | East    | 4e               | 5                | 0                | 11               | 0,313            |                     |                        |                  |                   |
| 2001           | NFL        | NFC     | East    | 5e               | 5                | 0                | 11               | 0,313            |                     |                        |                  |                   |
| 2002           | NFL        | NFC     | East    | 4e               | 5                | 0                | 11               | 0,313            |                     |                        |                  |                   |
| 2003           | NFL        | NFC     | East    | 2e               | 10               | 0                | 6                | 0,625            | 29–10 @ Panthers    |                        |                  |                   |
| 2004           | NFL        | NFC     | East    | 3e               | 6                | 0                | 10               | 0,375            |                     |                        |                  |                   |
| 2005           | NFL        | NFC     | East    | 3e               | 9                | 0                | 7                | 0,563            |                     |                        |                  |                   |
| 2006           | NFL        | NFC     | East    | 2e               | 9                | 0                | 7                | 0,563            | 21–20 @ Seahawks    |                        |                  |                   |
| 2007           | NFL        | NFC     | East    | 1e               | 13               | 0                | 3                | 0,813            | Vrijstelling        | 17–21 v. Giants        |                  |                   |
| 2008           | NFL        | NFC     | East    | 3e               | 9                | 0                | 7                | 0,563            |                     |                        |                  |                   |
| 2009           | NFL        | NFC     | East    | 1e               | 11               | 0                | 5                | 0,688            | 34–14 v. Eagles     | 34–3 @ Vikings         |                  |                   |
| 2010           | NFL        | NFC     | East    | 3e               | 6                | 0                | 10               | 0,375            |                     |                        |                  |                   |
| 2011           | NFL        | NFC     | East    | 3e               | 8                | 0                | 8                | 0,500            |                     |                        |                  |                   |
| 2012           | NFL        | NFC     | East    | 3e               | 8                | 0                | 8                | 0,500            |                     |                        |                  |                   |
| 2013           | NFL        | NFC     | East    | 2e               | 8                | 0                | 8                | 0,500            |                     |                        |                  |                   |
| 2014           | NFL        | NFC     | East    | 1e               | 12               | 0                | 4                | 0,750            | 24–20 v. Lions      | 26–21 @ Packers        |                  |                   |
| 2015           | NFL        | NFC     | East    | 4e               | 4                | 0                | 12               | 0,250            |                     |                        |                  |                   |
| 2016           | NFL        | NFC     | East    | 1e               | 13               | 0                | 3                | 0,813            | Vrijstelling        | 31–34 v. Packers       |                  |                   |
| 2017           | NFL        | NFC     | East    | 2e               | 9                | 0                | 7                | 0,563            |                     |                        |                  |                   |
| 2018           | NFL        | NFC     | East    | 1e               | 10               | 0                | 6                | 0,625            | 24–22 v. Seahawks   | 30–22 @ Rams           |                  |                   |
| 2019           | NFL        | NFC     | East    | 2e               | 8                | 0                | 8                | 0,500            |                     |                        |                  |                   |
| 2020           | NFL        | NFC     | East    | 3e               | 6                | 0                | 10               | 0,375            |                     |                        |                  |                   |
| 2021           | NFL        | NFC     | East    | 1e               | 12               | 0                | 5                | 0,706            | 17–23 v. 49ers      |                        |                  |                   |
| 2022           | NFL        | NFC     | East    | 2e               | 12               | 0                | 5                | 0,706            | 14–31 @ Buccaneers  | 19–12 @ 49ers          |                  |                   |
| 2023           | NFL        | NFC     | East    | 1e               | 12               | 0                | 5                | 0,706            | 32–48 v. Packers    |                        |                  |                   |
| 2024           | NFL        | NFC     | East    | 3e               | 7                | 0                | 10               | 0,412            |                     |                        |                  |                   |

| Kleur of afkorting | Betekenis                    |
| ------------------ | ---------------------------- |
| Geel               | Won Super Bowl               |
| Rood               | Won Conference-titel         |
| Blauw              | Won Conference-titel         |
| Groen              | Won divisie                  |
| Licht groen        | Geplaatst voor play-offs     |
| =1e, =2e, etc.     | Plek ex aequo met ander team |
| Score v.           | Uitslag thuisduel            |
| Score @            | Uitslag uitduel              |

## Eregalerij
Super Bowls (5)
1971, 1977, 1992, 1993, 1995
Conference-titels vanaf 1967 (1+8)
1967, 1970, 1971, 1975, 1977, 1978, 1992, 1993, 1995
Divisie-titels vanaf 1967 (3+22)
1967, 1968, 1969, 1970, 1971, 1973, 1976, 1977, 1978, 1979
1981, 1985, 1992, 1993, 1994, 1995, 1996, 1998, 2007, 2009
2014, 2016, 2018, 2021, 2023
Conference- of divisie-titels voor 1967 (1)
1966
Deelnames play-offs (36)
1966, 1967, 1968, 1969, 1970, 1971, 1972, 1973, 1975, 1976
1977, 1978, 1979, 1980, 1981, 1982, 1983, 1985, 1991, 1992
1993, 1994, 1995, 1996, 1998, 1999, 2003, 2006, 2007, 2009
2014, 2016, 2018, 2021, 2022, 2023
 Playoff Bowls (1)
1968

## Hall of Famers
De volgende voormalige spelers van de Cowboys zijn opgenomen in de Pro Football Hall of Fame:
- Randy White (1994)
- Troy Aikman (2006)
- Emmitt Smith (2010)
- Chuck Howley (2023)